# Liebesseil
Das Liebesseil (auch Liebesknoten oder Witwenstrick) ist in der Heraldik ein verschlungenes, starkes Seil. Dabei ist das Seil durch großzügige Schlaufen so in sich verdreht, dass es zu einer optisch guten Ornamentik führt. Darstellungen von Liebesseilen können auf dem Wappenschild selbst, aber auch um den Schild herum zu finden sein. Wenn Seilenden sichtbar sind, werden diese mit Knoten oder wie Troddeln ausgeführt. Die endlose Ornamentik wird bevorzugt.
In der Regel wird ein Unterschied in der Bezeichnung durch den Heraldiker gemacht, wenn die Verschlingungen eindeutig sichtbare Knoten sind. Sie werden dann die Liebesknoten genannt. Für verheiratete Frauen sind geknotete, für Witwen offene Liebesseile gebräuchlich. Man legt in diesen Fällen alles um den Schild. Es werden auch Kugeln auf das Liebesseil geschoben und als Schiebeknoten blasoniert.
Verbreitung haben die Liebesseile als Form der Seilornamentik in Frankreich gefunden.
Beispiele in Form eines Achtknotens sind das Ordenszeichen des Annunziaten-Ordens und das Wappen von Contwig.
Ein Seilkreuz ist ein aus gewundenen Seilen gestaltetes Kreuz und wird auch als gewundenes Kreuz in der Heraldik bezeichnet. Der Begriff Schiffsseilkreuz ist heraldisch nicht korrekt. Nach dem Lexikon der Heraldik ist bisher aber kein Wappen mit Schiffsseilkreuz bekannt.
Besonders in der englischen Heraldik werden viele Knoten als Familienzeichen gewählt. Die Knoten der Seefahrt und des Handwerks bilden die Grundlage, werden aber mit dem Namen der Familie benannt. Beispiele sind unter den vielen sogenannten heraldischen Knoten der Bowen-Knoten, Wake-Knoten, Hungerford-Knoten oder Hastings-Knoten und Shakespeare-Knoten. Letzterer bildet die Buchstaben W und S (William Shakespeare) nach. Oft werden noch Gegenstände in den Knoten eingebunden. In Fahnen werden die Knotenformen auch verwendet.

## Beispiele

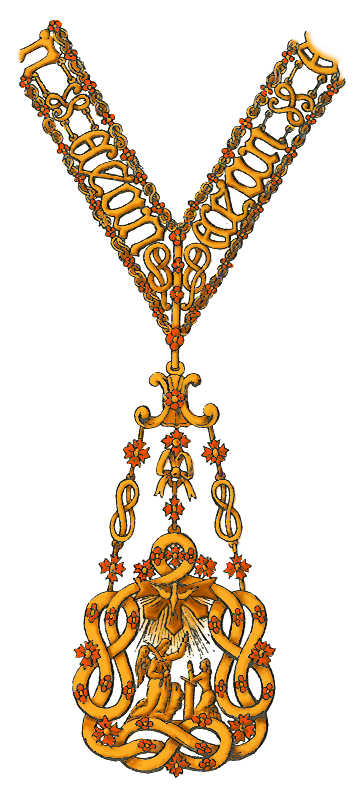
Insigne des Annuntiaten-Ordens
Wappen von Contwig
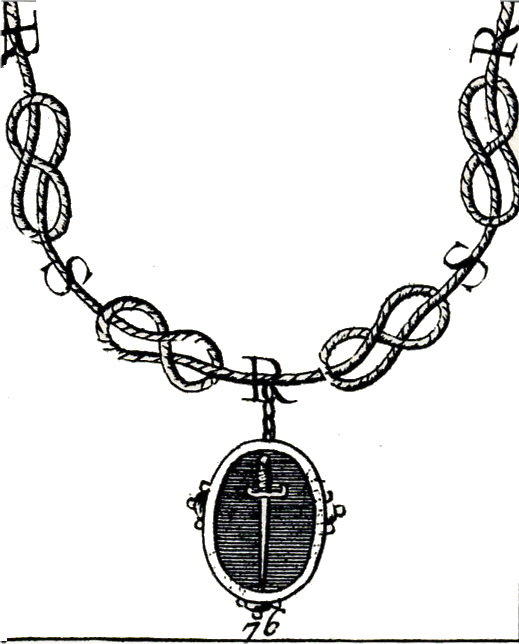
Schwertorden (Zypern)
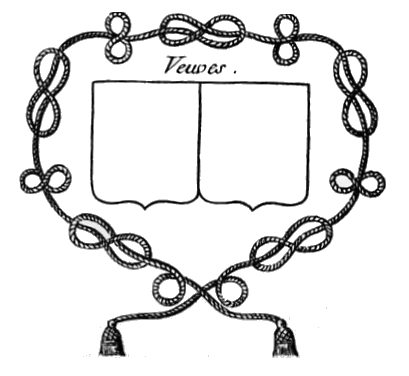
Liebesknoten als Prachtstück
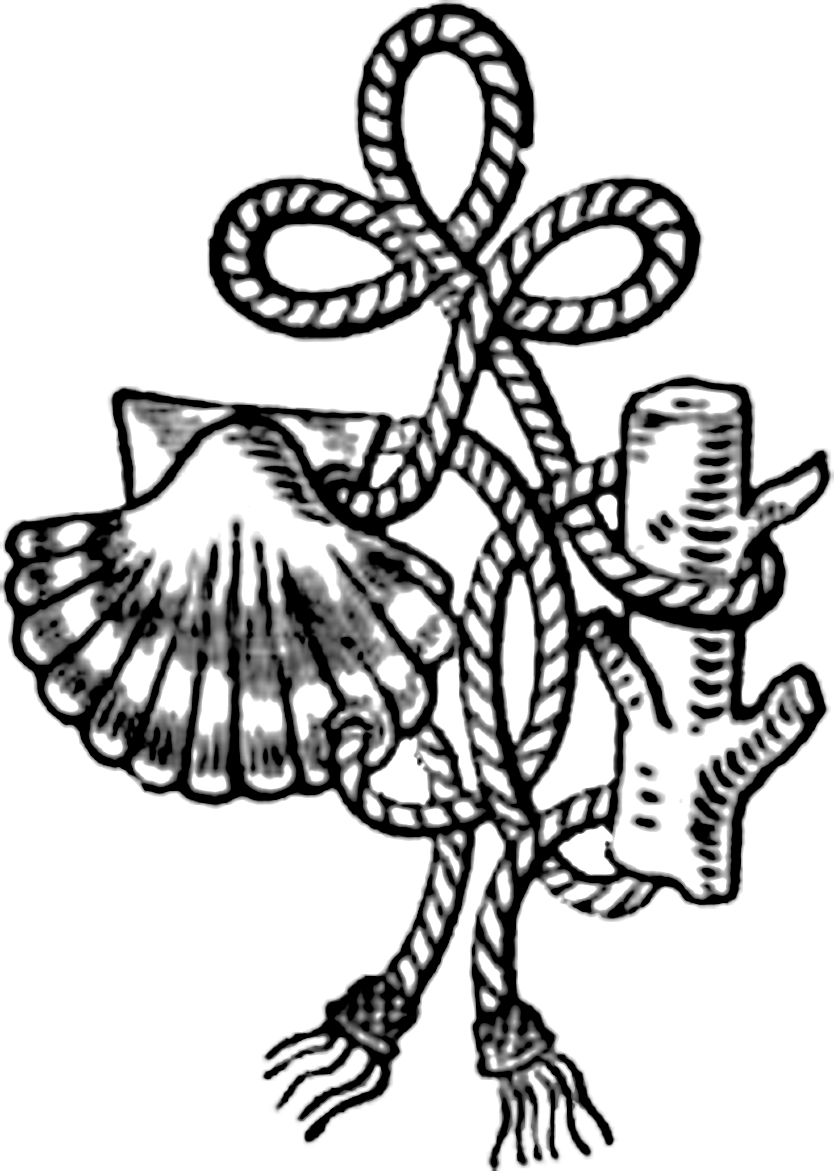
Familie Dacre aus Gilsland (England) mit eingebundener Jakobsmuschel
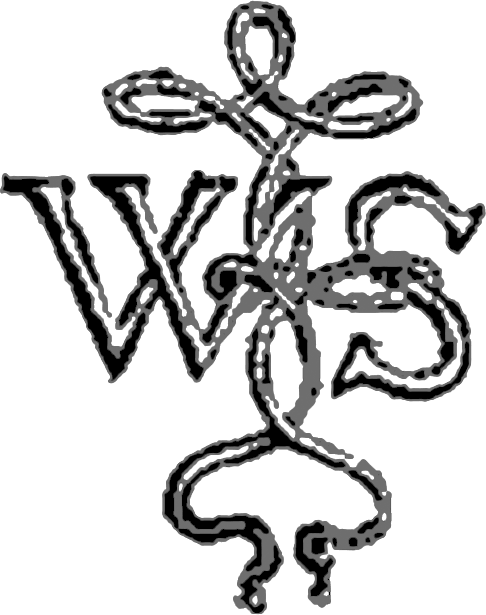
Shakespeare-Knoten als Monogramm
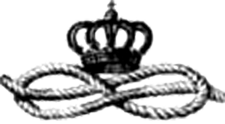
Knoten in der italienischen Heraldik: Haus Savoyen
Liebesknoten auf der Flagge von Staffordshire